# Henrik Munktell (1804–1861)
Johan Henrik Munktell, född 9 oktober 1804 i Stora Kopparbergs socken, död 8 april 1861, var en svensk brukspatron.

## Biografi
Munktell, som övertog Grycksbo bruk 1834, var amatörmusiker, både pianist och dirigent. Han var medlem av Harmoniska Sällskapet i Stockholm 1825–1830 och dirigent i Falu musiksällskap, bildat 1843. Han invaldes som ledamot 361 av Kungliga Musikaliska Akademien den 19 december 1857. 
Henrik Munktell var gift med Augusta Munktell och far till Helena Munktell, Emma Sparre och Amalia Hjelm.